# Sebastián Uriza
Sebastián Uriza (Bluefields, Reino de Mosquitia, 1861 - Granada, Nicaragua, 1936) fue presidente interino de este país centroamericano del 11 al 14 de noviembre de 1926, sustituyendo al general Emiliano Chamorro y tras 4 días de gobierno le entregó el poder a Adolfo Díaz Recinos.

## Biografía
Sebastián Uriza militó en el Partido Conservador (PC) en su natal Bluefields. En 1894 el gobierno del general José Santos Zelaya, mediante el general y periodista Rigoberto Cabezas, reincorporó la Mosquitia. En 1907 el presidente de Estados Unidos Theodore Roosevelt se interesó por esa ciudad. En julio del mismo año Uriza participó en una rebelión contra Zelaya siendo encarcelado en Granada y escapó de la prisión el 7 de agosto del mismo año; el PC dio su aval para la primera intervención de Estados Unidos en el país y fue delegado gubernamental en El Rama y después en Bluefields en 1911.
Fue diputado al Congreso Nacional por el Departamento de Estelí en 1913 y siendo presidente del Senado firmó el Decreto Legislativo N.39, del 28 de febrero de 1919, por el cual se cambió la tonalidad del Himno Nacional La Patria Amada, que fue cambiado en 1939 por Salve a ti. En 1920 propuso cambiarle el nombre a San Pedro de Metapa, Departamento de Matagalpa, por el de Ciudad Darío por ser la cuna del poeta Rubén Darío (1867-1916).
Durante la segunda intervención de Estados Unidos el 11 de noviembre fue nombrado Presidente de la República, de forma interina, ante la renuncia del general Emiliano Chamorro y tras 4 días de gobierno le entregó el poder al contador de minas Adolfo Díaz Recinos.